# Foxfield (Colorado)

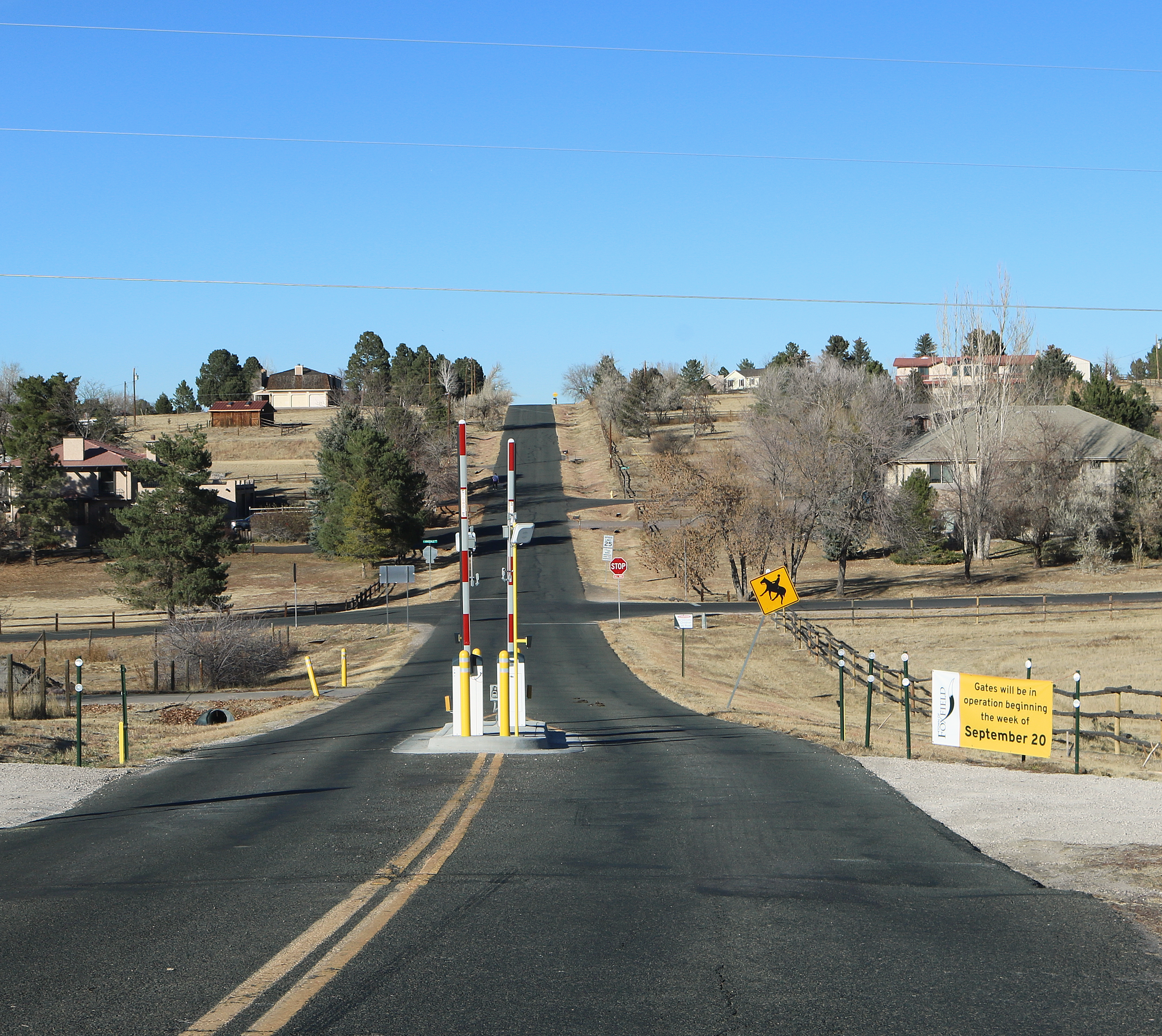
En regardant vers le nord le long de la rue South Richfield à Foxfield.

Foxfield est une ville américaine située dans le comté d'Arapahoe dans le Colorado.

## Démographie
Selon le recensement de 2010, Foxfield compte 685 habitants. La municipalité s'étend sur 1,28 milles carrés (3,32 km2).
| 2000 | 2010 | - | - | - | - |
| ---- | ---- | - | - | - | - |
| 746  | 685  | - | - | - | - |